# Kwong Wah Athletic Association
Maillots
Le Kwong Wah Athletic Association (en chinois : 光華康體會), plus couramment abrégé en Kwong Wah AA, est un club hongkongais de football fondé en 1936 et basé à Hong Kong.
Il évolue en troisième division lors de la saison 2014-2015 après avoir passé plus de vingt saisons parmi l'élite du pays entre les années 1950 et les années 1970.

## Histoire
Le club découvre le haut niveau en 1948, lors de sa promotion en First Division League. Le baptême est douloureux puisqu'il termine à la dernière place du classement à l'issue de la saison, l'absence de relégation lui permettant de se maintenir parmi l'élite. Il entame alors un long séjour en première division qui va durer dix-huit saisons. Durant toute cette période, Kwong Wah ne parvient pas à remporter de titre, que ce soit en Championnat ou en Coupe. Son meilleur résultat en championnat est une 4e place, obtenue à l'issue de la saison 1963-1964. 
En 1966, la dernière place du classement le condamne à la descente en deuxième division, où il reste durant sept ans. Il remonte pour un dernier séjour de quatre saisons en première division entre 1973 et 1977 avant de quitter définitivement le haut niveau. Il évolue en Second Division hongkongaise, la troisième division, lors de la saison 2014-2015.

## Palmarès
| Compétitions nationales                                   |
| --------------------------------------------------------- |
| - Championnat de Hong Kong D2: - Vice-champion : 1972-73. |

## Présidents du club
- Li Kwang Hwa